# Lara (država u Venezueli)
Lara (španjolski. Estado Lara) je jedna od 23 savezne države Venezuele, koja se nalazi na sjeverozapadu zemlje.
Ime je dobila po heroju Venezuelanskog rata za neovisnost Jacintu Lari.

## Karakteristike
U Lari živi 1,774,867 stanovnika na površini od 19,800 km²
Država se prostire po brdovitom kraju, kojeg često pogađaju suše .
Lara sa sjevera graniči sa saveznom državom Falcón, s istoka s Yaracuyem, s juga s Portuguesom i Trujillom i sa zapada sa Zuliom.
Najveći i glavni grad u toj državi je Barquisimeto, ujedno i najveći Industrijski centar.

## Gospodarstvo
Poljoprivreda dominira privredom te države, najviše se uzgaja kava, šećerna trska, kukuruz, citrusi, krumpir, rajčica, paprika, luk i grožđe. I stočarstvo je važna komponenta lokalne ekonomije, kao i proizvodnja vina i alkoholnih pića.
U Lari se uzgaja najveća količina sisala u Venezueli, pa je razvijena proizvodnja užadi, vreća i sličnih artikala.
Preko države prolazi autocesta koji povezuje Barquisimeto s najvećim urbanim centrima na sjeveroistoku zemlje.

## Vanjske poveznice
- Gobirno Progresista de Lara  Arhivirana inačica izvorne stranice od 10. travnja 2015. (Wayback Machine) (šp.)
- Lara na portalu Encyclopedia Britannica (engl.)